# Locura de amor (telenovela)
Locura de amor es una telenovela juvenil mexicana producida por Roberto Gómez Fernández para Televisa en el año 2000. Es una nueva versión de la telenovela  Dulce desafío. 
Está protagonizada por Juan Soler y Adriana Nieto, después reemplazada por Irán Castillo, y con las participaciones antagónicas de Laisha Wilkins, Rosa María Bianchi, Juan Peláez, Yula Pozo, Gabriela Platas y Raúl Araiza. Cuenta también con la actuación estelar de la primera actriz Beatriz Aguirre.

## Argumento
Natalia Sandoval es una joven adinerada que sufre mucho por la ausencia de su madre, la cual murió al salvarla de ahogarse en una alberca. Vive con su padre Santiago, con quien mantiene una hostil relación por las constantes discusiones y su desaprobación a la relación que mantiene con Ruth, su novia; con su abuela Esther y su hermana Beatriz. Natalia, así mismo, es la más conflictiva de su internado, el Instituto Minerva, que es dirigido por Clemencia Castañón, una mujer de carácter duro y que hace malos manejos con el dinero del colegio, y que a su vez le hace la vida imposible. En el colegio Natalia cuenta con amigas como Carmen, una joven con problemas de alcoholismo; Lucinda, otra joven que sufre al quedar inválida por un accidente automovilístico y Mirtha, la más humilde y estudiosa de ellas; pero también tiene como enemiga a Rebeca, una joven que le hace la vida de cuadritos. La vida en el colegio es monótona y aburrida y Natalia no cambia su conducta, hasta que llega Enrique Gallardo, un psicólogo escolar del que Natalia se enamorará.

## Elenco
- Adriana Nieto - Natalia Sandoval #1
- Irán Castillo - Natalia Sandoval #2
- Juan Soler - Enrique Gallardo
- Laisha Wilkins - Rebeca Becerril
- Adamari López - Carmen Ruedas
- Juan Peláez - Santiago Sandoval
- Beatriz Aguirre - Doña Esther vda. de Sandoval
- Rosa María Bianchi - Clemencia Castañón
- Osvaldo Benavides - León Palacios
- Alejandra Barros - Beatriz Sandoval
- Mané Macedo - Ruth Quintana
- Raúl Araiza - Iván Quintana
- Gabriela Platas - Gisela Castillo
- Francesca Guillén - Lucinda Balboa
- Mariana Ávila - Dafne Hurtado
- Ana Liz Rivera - Mirtha Gómez
- Ulises de la Torre - Felipe Zárate
- Renato Bartilotti - Mauro Rodari
- Alejandro de la Madrid - Francisco "Paco" Ruedas
- Audrey Vera - Citalli de la Fuente
- Pía Aun - Brenda "Brenda veneno" Tovar
- Omar García Peña - Juanjo Olvera y Monfort
- Yula Pozo - Doris Quintana
- Mario Prudom - Alejo Quiroz Castañón
- Josefina Echánove - Hortensia Valderrama
- Amparito Arozamena - Doña Tomasa
- Rafael Amador - Rosalío Gómez
- Olivia Bucio - Irene de Ruedas
- Juan Carlos Colombo - Alonso Ruedas
- Ricardo de Pascual - Manolo Palacios
- Eduardo Liñán - Sergio Balboa
- Luis Couturier - Hugo Castillo
- Patricia Martínez - Belén Gómez
- Alejandra Peniche - Vilma Lara
- Pedro Weber "Chatanuga" - Faustino Cisneros
- Julio Vega - Don Gaspar
- Aurora Alonso - Herminia López
- Ángeles Balvanera - Tita Juan
- Juan Carlos Casasola - Damián
- Mauricio Castillo - Salustio Marín
- Carlos Curiel - Israel Ana
- María de la Torre - Gabriela Cuevas
- María de Souza - Vera Montes
- Jacqueline García - Priscila Beltrán
- Amparo Garrido - Chabela
- Juan Antonio Gómez - Blas
- Anabel Gutiérrez - Corina
- Enrique Hidalgo - Padre Javier
- Mayra Loyo - Rosalía
- Bibelot Mansur - Rubí
- Sergio Márquez - Don Neto
- Consuelo Mendiola - Shandira
- Beatriz Monroy - Macrina
- Raquel Morell - Paulina Hurtado
- Rosa María Moreno - Magnolia
- Claudia Ortega - Venus
- Alex Peniche - Chema
- Natalia Traven - Ana
- Lupe Vázquez - Justina Suárez
- Tere Vázquez - Goya
- Georgina Becerril - Elisa de Becerril
- Anadela - Mariana
- Ofelia Cano - Sofía
- Andrea Soberón - Natalia Sandoval (niña)
- Fátima Torre - Beatriz Sandoval (niña)
- Pepe Olivares - Carlos Vega
- Norma Reyna Brito - Eusebia Torres
- Adalberto Parra - Fabrizio
- Jordi Rosado - Conductor intercolegial
- Mónica Riesta - Ángeles
- Adriana Barraza - Soledad Retana
- Dulce María - Ximena
- Manola Diez - Melissa Corcuera
- Alberto Estrella
- Gustavo Rojo
- Raúl Araiza Sr.
- Luz María Zetina - Lorena
- Dominika Paleta - Pamela
- Héctor Suárez Gomís - Piloto de aviación
- Karla Cossío - Karla
- Anahí - Giovanna Luna Guerra (cameo)
- Ana Layevska - Marina Iturriaga Camargo (cameo)
- Kuno Becker - León Baldomero (cameo)
- OV7 - Ellos mismos [1]

## Equipo de producción
- Historia original: Jorge Patiño
- Adaptación: Jaime García Estrada, Orlando Merino
- Co-adaptación: Katia Ramírez Estrada, Enna Márquez
- Edición literaria: Isabel Soriano, Julieta de la O
- Tema musical: Enloquéceme
- Compositores: Loris Ceroni, Ettore Grenci
- Intérprete: OV7
- Escenografía: Ricardo Navarrete, Fausto Medina, Ramón Álvarez
- Ambientación: Beatriz Villalón
- Diseño de vestuario: Vanessa Zamora
- Diseño de imagen: Televisa San Ángel
- Musicalizador: Juan López
- Editores: Héctor Márquez, Martín Márquez
- Gerente administrativo: Mario Bahena
- Jefes de reparto: Alejandro Barroso, Ana María de la Torre
- Jefe de locación: Miguel Rodríguez
- Jefes de producción: Luis Rodríguez, Mariana Aschkar
- Coordinación de producción: Silvia Cano
- Productora asociada: Giselle González Salgado
- Directores de cámaras en locación: Carlos Sánchez Ross, José Márquez
- Director de escena en locación: Alejandro Gamboa
- Director de cámaras: Héctor Márquez
- Directora de escena: Adriana Barraza
- Productor ejecutivo: Roberto Gómez Fernández

## Premios

### Premios TVyNovelas 2001
| Categoría          | Nominado(a)             | Resultado |
| ------------------ | ----------------------- | --------- |
| Mejor telenovela   | Roberto Gómez Fernández | Nominado  |
| Mejor tema musical | OV7                     | Ganador   |

## Otras versiones
- Locura de amor es un remake de la telenovela Dulce desafío, producida también por Televisa en 1988 de la mano de Julissa y Eugenio Cobo, dirigida por Arturo Ripstein y protagonizada por Adela Noriega y Eduardo Yáñez.